# Josep Pacreu
Josep Pacreu Terradas, (La Bisbal del Ampurdán, Gerona, 28 de febrero de 1978) es un exjugador de baloncesto español. Con 1.94 de estatura, su puesto natural en la cancha era el de escolta.

## Trayectoria
- Cantera  CB La Bisbal y Club Joventut de Badalona.
- Club Joventut de Badalona (1995-1998), Juega partidos con el filial y el primer equipo.
- Gijón Baloncesto (1998-1999)
- Menorca Basquet (1999-2000)
- Club Joventut de Badalona (2000-2001)
- Gijón Baloncesto (2001-2002)
- Club Ourense Baloncesto (2002-2003)
- Gijón Baloncesto (2003-2005)
- Palma Aqua Mágica (2005-2008)
- Ourense Capital Termal (2008-2011)
- Chantada CB (2011-2017)
- Auria Basket pro coach(2020-2023)

## Características
Pacreu era, sobre todo, un tirador, un escolta bastante clásico. Debutó con solo 17 años con el Joventut, y ya impresionaba entonces su muñeca, y lo acertado que era en lanzamientos lejanos. 